# هولسیم
هولسیم (به آلمانی: Holcim) شرکت مصالح ساختمانی سوئیسی و چندملیتی است، که دفتر مرکزی آن در ایالت آرگاو و در شهر ژونا، سوئیس قرار دارد. این شرکت بزرگترین تولیدکننده سیمان در جهان می‌باشد.
شرکت هولسیم در سال ۱۹۱۲ تأسیس شد و در ابتدای فعالیتش، تنها به تولید و عرضه سیمان اشتغال داشت، ولی امروزه تمرکز آن بر عرضه سنگدانه (سنگ، سنگ معدن، شن و ماسه)، سیمان و نیز تأمین مخلوط آماده بتن و نیز تولید آسفالت می‌باشد. این شرکت در عمل، کلیه مصالح ساختمانی مورد نیاز در زمینه ساخت‌وساز و خدمات مرتبط با آنرا، ارائه می‌نماید.
رقبای اصلی شرکت هولسیم در سطح بین‌المللی شامل: شرکت فرانسوی لافارژ، شرکت مکزیکی سمکس، شرکت آلمانی هایدلبرگ‌سمنت و شرکت ایرلندی سی‌آراچ می‌باشند.